# رفاقت (فیلم ۱۹۳۱)
رفاقت (انگلیسی: Comradeship) فیلمی دراماتیک به کارگردانی فیلمساز اتریشی جی دبلیو پابست است. درام تولید مشترک فرانسه و آلمان به دلیل ترکیب اکسپرسیونیسم و رئالیسم مورد توجه قرار گرفته‌است.
فیلم دربارهٔ یک فاجعه معدنی است که در آن معدنچیان آلمانی معدنچیان فرانسوی را از آتش‌سوزی و انفجار زیرزمینی نجات می‌دهند. داستان در منطقه لورن - سار، در امتداد مرز بین فرانسه و آلمان اتفاق می‌افتد. این بر اساس یکی از بدترین حوادث صنعتی تاریخ، فاجعه معدن کوریر در سال ۱۹۰۶ در کوریر، فرانسه است، جایی که تلاش‌های نجات پس از انفجار گرد و غبار زغال سنگ به دلیل فقدان امدادگران آموزش دیده معادن با مشکل مواجه شد. تیم‌های متخصص از پاریس و معدنچیان منطقه وستفالن آلمان به کمک معدنچیان فرانسوی آمدند. ۱۰۹۹ تلفات از جمله کودکان برجای گذاشت.
Kameradschaft در آلمانی به معنای پیوند بین سربازان یا کسانی است که عقاید مشابهی دارند و با هم دوست هستند. این کلمه در فارسی نزدیک به رفاقت است.